# Otoro (Sprache)
Die Sprache Utoro, auch Ditoro, Kavama, Kavarma oder Litoro genannt, ist die kordofanische Sprache der Otoro, die im Sudan gesprochen wird.
Sie zählt zur Gruppe der Talodi-Heiban-Sprachen innerhalb der Niger-Kongo-Sprachfamilie. Sie hat nur noch 10.000 Sprecher – mit sinkender Tendenz, da immer mehr Sprecher das von der sudanesischen Regierung verordnete Hocharabisch als Muttersprache übernehmen. Die Sprache verwendet allerdings das lateinische Alphabet.